# Hesperilla sexguttata
The Riverine Sedge-skipper or Six-spot Skipper (Hesperilla sexguttata) là một loài bướm ngày thuộc họ Hesperiidae. Nó được tìm thấy ở Bắc Úc, Queensland và Tây Úc.
Sải cánh dài khoảng 25 mm.
Ấu trùng ăn Cyperus decompositus, Cyperus javanicus and Cyperus microcephalus. They create a shelter by curling leaves of their host and holding them with silk. They hide in this shelter during the day and emerge to feed nocturnally. Pupation takes place inside this shelter.